# Catherine de Lorraine (1552-1596)
Pour les articles homonymes, voir Catherine de Lorraine (homonymie).
 (février 2019).
Si vous disposez d'ouvrages ou d'articles de référence ou si vous connaissez des sites web de qualité traitant du thème abordé ici, merci de compléter l'article en donnant les références utiles à sa vérifiabilité et en les liant à la section « Notes et références ».
Catherine-Marie de Lorraine, duchesse de Montpensier (18 juillet 1552 à Joinville - 6 mai 1596 à Paris) est une princesse française issue de la maison de Guise, qui joua un rôle politique de premier plan au sein de la Ligue pendant les guerres de religion.

## Biographie
Catherine est la fille du duc François de Guise et de la princesse Anne d'Este qui tinrent une place majeure à la cour des rois Henri II et François II. Elle grandit dans un contexte de guerre civile ; elle a dix ans quand son père est assassiné par un protestant.
Cousine germaine de la reine Marie Stuart, elle est mariée à l'âge de dix-huit ans à un prince du  sang de quarante ans son aîné, Louis de Bourbon, duc de Montpensier, dont elle n'aura pas de descendance. Veuve à l'âge de trente ans, elle ne se remariera jamais.
En butte aux railleries concernant sa boiterie, elle manifeste une hostilité très prononcée pour les favoris du roi Henri III et sur le plan des rivalités nobiliaires, les Lorraine étant de plus ancien lignage que les Bourbons, pourtant princes du sang, elle marque son opposition aux Bourbons dont elle est pourtant parente par son mariage.[réf. nécessaire]
Après la signature du traité de Nemours (1585), le roi envisage, pour réconcilier son parti avec celui des Guise, de la marier à son favori le duc d'Épernon, mais les différentes tentatives du roi échouent face au refus catégorique de Catherine, horrifiée à l'idée d'une alliance avec le mignon du roi.
Elle anime dès lors la propagande de la Ligue contre Henri III, qu'elle a pris en haine et qu'elle diffame dans la capitale via les prédications des prêcheurs parisiens avec qui elle est en étroite relation. Elle soutient fermement les ambitions de son frère le duc de Guise et contribue, dans une certaine mesure, à sa victoire lors de la journée des barricades, (12 et 13 mai 1588), au cours desquelles la capitale se soulève contre le roi. Elle se considère désormais comme la reine de Paris et porte à sa ceinture la paire de ciseaux avec laquelle elle veut tonsurer le roi et l'enfermer dans un couvent.
« Le mouvement ligueur porte le pamphlet à ses plus violentes expressions grâce à des officines et des réseaux de propagande structurés, l’engagement des auteurs et le zèle partisan des prédicateurs stipendiés par Madame de Montpensier.» (Gilbert Schrenck, introduction à son édition des Belles figures et drolleries de la Ligue réunies par Pierre de L’Estoile  (Genève, Droz, 2016, p. XII)
L'exécution sommaire du duc de Guise, huit mois plus tard, multiplie la haine et le fanatisme de la duchesse à l'encontre du roi. Elle joue un rôle de premier plan dans la révolte en poussant à l'action les membres de sa famille. Elle part ainsi à la rencontre de son frère le duc de Mayenne pour le convaincre de venir à Paris prendre la tête de la Ligue.
Au moment de l'assassinat du roi, le 1er août 1589, Catherine s'est vantée d'en avoir été à l'origine. Débarrassée de son pire ennemi, elle déverse alors sa haine sur son successeur Henri IV. Durant les terribles guerres et sièges qui menacent la ville de Paris de 1589 à 1594, elle continue la lutte avec les deux autres princesses de Lorraine, sa mère la duchesse de Nemours et sa belle-sœur la duchesse de Guise. Elle occupe avec elles l'hôtel de la reine. Pendant les états généraux de 1593, elle soutient la candidature de son frère au trône de France.[réf. nécessaire]
La duchesse de Montpensier dut accepter sa défaite lors de l'entrée d'Henri IV à Paris en 1594. Malgré les supplications de la veuve d'Henri III, Louise de Lorraine-Vaudémont, sa cousine, le roi n'exerça pas de représailles à son encontre. La duchesse de Montpensier mourut deux ans plus tard, et ce au soulagement du roi, car elle continuait ses intrigues.

## Postérité littéraire et cinématographique
Le personnage de la duchesse de Montpensier a inspiré des œuvres comme :
les deux dernières œuvres de la trilogie sur les guerres de religion écrite par Alexandre Dumas qui suivent la Reine Margot :  
- La Dame de Monsoreau. Elle y intrigue secrètement en 1578, contre les Valois, avec ses trois frères, les ducs Henri de Guise, Charles de Lorraine et le cardinal Louis de Lorraine, qui feignaient de soutenir l'un d'entre eux, François duc d'Anjou frère d'Henri III.

Son portrait dans le roman : 
"C’étaient des yeux noirs, pétillants de malice, mais qui, lorsqu’ils venaient à dilater leurs pupilles, élargissaient leur disque d’ébène, et prenaient une expression presque terrible à force d’être sérieuse. C’était une petite bouche merveille et fine, un nez dessiné avec une correction rigoureuse ; c’était enfin un menton arrondi, terminant l’ovale parfait d’un visage un peu pâle, sur lequel ressortait, comme deux arcs d’ébène, un double sourcil parfaitement dessiné. C’était la sœur de MM. de Guise, madame de Montpensier, dangereuse sirène, adroite à dissimuler, sous la robe épaisse du petit moine, l’imperfection tant reprochée d’une épaule un peu plus haute que l’autre, et la courbe inélégante de sa jambe droite, qui la faisait boiter légèrement. Grâce à ces imperfections, l’âme d’un démon était venue se loger dans ce corps, à qui Dieu avait donné la tête d’un ange.", éd. Claude Schopp, Paris, Robert Laffont, 1992, p. 750.
- Les Quarante-Cinq
- La Belle Gabrielle d'Auguste Maquet
- Fortune de France, la série de Robert Merle pour les tomes IV et V
- Série Olivier  Hauteville, série de Jean d'Aillon
- Série de Michel Zevaco, Les Pardaillan : La Fausta, Fausta vaincue. Elle y est cependant prénommée par erreur "Marie".

Judith Chemla incarne la duchesse de Montpensier dans le film La Princesse de Montpensier (2010) de Bertrand Tavernier.

## Télévision
- Le rôle de la Duchesse de Montpensier fut interprété par l'actrice Éléonore Hirt, lors de l'épisode L'assassinat du Duc de Guise de la série La caméra explore le temps, en 1960.
- Les deux adaptations feuilletonnesques française (1971) et  russe (1997) de la Dame de Monsoreau. Son infirmité physique n'y est pas relevée, dans le but sans doute de la filmer, en train de chevaucher avec ses trois frères (2ème épisode en 1971, 13ème en 1997). Dans la version française, c'est l'actrice Sylvia Saurel qui interprète son rôle, et l'actrice Elena Aminova l'incarne dans la version russe.
- Une autre adaptation française en forme de téléfilm (2008) la présente comme une ancienne maîtresse du héros, Bussy d'Amboise.